# Typhloplanidae
Famille
Les Typhloplanidae sont une famille de vers plats de l'ordre des Rhabdocoela (infra-ordre des Neotyphloplanida et sous-ordre des Dalytyphloplanida). 

## Systématique
Le nom valide complet (avec auteur) de ce taxon est Typhloplanidae Graff, 1905.
Typhloplanidae a pour synonyme Mesostomidae Graff, 1882.

### Sous-taxons
Selon la base de données World Register of Marine Species (3 janvier 2024), la famille des Typhloplanidae regroupe les sous-familles et genres suivants :
- Famille des Typhloplanidae :
  - sous-famille des Ascophorinae Findenegg, 1924
    - genre Ascophora Findenegg, 1924
    - genre Dochmiotrema Hofsten, 1907
    - genre Protoascus Hayes, 1941

  - sous-famille des Cephalopharynginae Hochberg, 2004
    - genre Cephalopharynx Hochberg, 2004

  - sous-famille des Mesophaenocorinae Noreña, Brusa, Ponce de Leon & Damborenea, 2005
    - genre Mesophaenocora Noreña, Brusa, Ponce de Leon & Damborenea, 2005

  - sous-famille des Mesostominae Hyman, 1955
    - genre Bothromesostoma Braun, 1885
    - genre Marcomesostoma Noreña Janssen & Faubel, 1992
    - genre Mesostoma Dugès, 1830

  - sous-famille des Olisthanellinae Luther, 1904
    - genre Olisthanella Voigt, 1892

  - sous-famille des Opistominae Bresslau, 1933
    - genre Opistomum Schmidt, 1848

  - sous-famille des Phaenocorinae Wahl, 1910
    - genre Phaenocora Ehrenberg, 1837

  - sous-famille des Protoplanellinae Reisinger, 1924
    - genre Acrochordonoposthia Reisinger, 1924
    - genre Adenocerca Reisinger, 1924
    - genre Amphibolella Findenegg, 1924
    - genre Bryoplana Van Steenkiste, Davison & Artois, 2010
    - genre Chorizogynopora Reisinger, 1924
    - genre Haplorhynchella Meixner, 1924
    - genre Hoplopera Reisinger, 1924
    - genre Krumbachia Reisinger, 1924
    - genre Lioniella Riedl, 1954
    - genre Microcalyptorhynchus Kepner & Ruebush, 1935
    - genre Olisthanellinella Reisinger, 1924
    - genre Olisthanelliola Schwank, 1980
    - genre Perandropora Reisinger, 1924
    - genre Proamphibolella An der Lan, 1939
    - genre Prorhynchella Ruebush, 1939
    - genre Protopharyngiellona Schwank, 1980
    - genre Protoplanella Reisinger, 1924
    - genre Pseudobockia Kolasa, 1981
    - genre Rhomboplanilla Schwank, 1980
    - genre Tauridella Sekera, 1912
    - genre Yagua Du Bois-Reymond Marcus, 1958

  - sous-famille des Rhynchomesostominae Bresslau, 1933
    - genre Castrada Schmidt, 1861
    - genre Mesocastrada Volz, 1898
    - genre Papiella Mack-Fira, 1970
    - genre Rhynchomesostoma Luther, 1904
    - genre Tetracelis Ehrenberg, 1831

  - sous-famille des Typhloplaninae Graff, 1905
    - genre Adenoplea Reisinger, 1924
    - genre Gullmariella Luther, 1948
    - genre Haloplanella Luther, 1946
    - genre Jovanella An der Lan, 1939
    - genre Kambanella Steinböck, 1931
    - genre Limnoruanis Kolasa, 1977
    - genre Lutheria Hofsten, 1907
    - genre Macrophysaliophora Reisinger, 1924
    - genre Magnetia Hochberg & Cannon, 2003
    - genre Notomonoophorum Luther, 1948
    - genre Pratoplana Ax, 1960
    - genre Ruanis Marcus, 1952
    - genre Strongylostoma Ørsted, 1843
    - genre Stygoplanellina Ax, 1954
    - genre Thalassoplanina Ax, 1959
    - genre Typhloplana Ehrenberg, 1831
    - genre Typhloplanella Sekera, 1912
    - genre Vranjella An der Lan, 1939

  - genre Archopistomum An der Lan, 1939
  - genre Carcharodopharynx Poche, 1926
  - genre Faunulus Houben, Proesmans & Artois, 2022
  - genre Sphagnella Sekera, 1912
  - genre Syringoplana Artois, Willems, De Roeck, Jocque & Brendonck, 2005
  - genre Taborella Sekera, 1912
  - genre Turbella Ehrenberg, 1831

### Synonymes, reclassements, suppressions
D'après World Register of Marine Species (3 janvier 2024) les genres suivants sont synonymes ou invalides :
- Dans la sous-famille des Mesostominae Hyman, 1955 :
  - le genre Mesostomum est Mesostoma Dugès, 1830. Il s'agit d'une erreur orthographique ;
  - le genre Schizostomum Schmidt, 1848 est Mesostoma Dugès, 1830. C'est un synonyme junior ;
  - le genre Metamesostoma Schubotz, 1922 est incertain (nomen dubium).
- Dans la sous-famille des Olisthanellinae Luther, 1904, le genre Olistanella est Olisthanella Voigt, 1892 (erreur orthographique).
- Dans la sous-famille des Opistominae Bresslau, 1933, le genre Opistoma est Opistomum Schmidt, 1848.
- Dans la sous-famille des Phaenocorinae Wahl, 1910 : 
  - le genre Anomalocoelus Haswell, 1905 est Phaenocora Ehrenberg, 1837. C'est un synonyme junior ;
  - le genre Phenocora est Phaenocora Ehrenberg, 1837. Il s'agit d'une erreur orthographique ;
  - le genre Phoenocora est Phaenocora Ehrenberg, 1837. Il s'agit d'une erreur orthographique ;
  - le genre Pseudophaenocora Gilbert, 1938 est Phaenocora Ehrenberg, 1837.
- Dans la sous-famille des Protoplanellinae Reisinger, 1924 :
  - le genre Microrhynchus Kepner & Ruebush, 1935 est Microcalyptorhynchus Kepner & Ruebush, 1935. C'est un homonyme de Microrhynchus Bell, 1835, un crustacé ;
  - le genre Protopharyngiella est Protopharyngiellona Schwank, 1980. Il s'agit d'une erreur orthographique ;
  - le genre Bockia Reisinger, 1924. C'est un nom incertain (nomen dubium).
- Dans la sous-famille des Rhynchomesostominae Bresslau, 1933 :
  - le genre Diplopenis Volz, 1898 est reclassé en sous-genre Castrada (Castrada) Schmidt, 1861 ;
  - le genre Castradella Nasonov, 1923 est reclassé en sous-genre Castrada (Castradella) Nasonov, 1926.
- Dans la sous-famille des Typhloplaninae Graff, 1905 :
  - le genre Strongylostomum est Strongylostoma Ørsted, 1843. Il s'agit d'une erreur orthographique ;
  - le genre Typhloplanela est Typhloplanella Sekera, 1912. Il s'agit d'une erreur orthographique ;
  - le genre Marinellia Riedl, 1954 est incertain. C'est un taxon inquirendum.
- Le genre Acanthopharynx Reisinger, 1924 est Carcharodopharynx Poche, 1926. C'est un homonyme de Acanthopharynx Marion, 1870, un nematode.
- Le genre Archiopistomum est Archopistomum An der Lan, 1939. C'est une erreur orthographique.

### Publication originale
(de) Ludwig von Graff, « Marine Turbellarien Orottavas und der Küsten Europas », Zeitschrift fur wissenschaftlige Zoologie, vol. 83, 1905, p. 68-150 lire